# Elena Riccardi
Elena Riccardi (Como, 16 agosto 1982) è un'ex cestista italiana, ala-pivot di 187 cm.
In Serie A1 ha vestito le maglie della Montigarda Basket e della Pallacanestro Ribera.

## Carriera

### Nei club
Cresciuta nel settore giovanile della Comense, nel 2010 viene ingaggiata da Battipaglia, dove rimane per quattro stagioni. Nel 2013 vince il campionato cadetto.
In seguito passa alla Pallacanestro Torino con cui conquista una nuova promozione nella massima serie.
Nel 2015 si trasferisce a Palermo. Nella stagione successiva, il 2016-2017, sbarca a Cagliari sponda CUS, squadra appena retrocessa e rinnovata.
Nel 2017 ritorna in Sicilia dove gioca nella squadra di Serie B femminile della Stella Basket Palermo.

## Statistiche
Dati aggiornati al 19 novembre 2016.
| Stagione        | Squadra                  | Competizione    | Partite | Partite | Partite | Statistiche tiro | Statistiche tiro | Statistiche tiro | Altre statistiche | Altre statistiche | Altre statistiche | Altre statistiche | Altre statistiche |
| Stagione        | Squadra                  | Competizione    | Pres.   | Titol.  | Minuti  | Tiri da 2        | Tiri da 3        | Liberi           | Rimb.             | Assist            | Rubate            | Stopp.            | Punti             |
| --------------- | ------------------------ | --------------- | ------- | ------- | ------- | ---------------- | ---------------- | ---------------- | ----------------- | ----------------- | ----------------- | ----------------- | ----------------- |
| 2005-2006       | Ducato Siena             | Serie A2        | 32      | 22      | 846     | 60/162           | 14/49            | 27/45            | 198               | 15                | 68                | 11                | 187               |
| 2006-2007       | New Wash Montigarda      | Serie A1        | 20      | 1       | 174     | 3/14             | 5/17             | 6/8              | 26                | 0                 | 7                 | 1                 | 27                |
| 2007-2008       | Banco di Sicilia Ribera  | Serie A1        | 29      | 1       | 452     | 15/53            | 7/38             | 8/18             | 73                | 3                 | 22                | 3                 | 59                |
| 2008-2009       | Banco di Sicilia Ribera  | Serie A1        | 25      | 1       | 386     | 17/37            | 17/52            | 15/17            | 57                | 2                 | 14                | 3                 | 100               |
| 2009-2010       | Famila Wüber Schio       | Serie A1        | 0       | 0       | 0       | 0/0              | 0/0              | 0/0              | 0                 | 0                 | 0                 | 0                 | 0                 |
| Ott. 2009       | Meccanica Nova Bologna   | Serie A2        | 31      | 29      | 885     | 78/193           | 35/113           | 44/62            | 200               | 22                | 89                | 4                 | 305               |
| 2010-2011       | Ciplast Battipaglia      | Serie A2        | 26      | 21      | 854     | 81/214           | 22/81            | 59/85            | 223               | 17                | 59                | 13                | 287               |
| 2011-2012       | Solar Energy Battipaglia | Serie A2        | 24      | 22      | 802     | 82/185           | 8/60             | 59/82            | 195               | 16                | 34                | 16                | 247               |
| 2012-2013       | Minibasket Battipaglia   | Serie A2        | 31      | 30      | 974     | 97/212           | 26/82            | 49/70            | 241               | 23                | 59                | 19                | 321               |
| 2013-2014       | Minibasket Battipaglia   | Serie A2        | 26      | 26      | 891     | 72/162           | 37/102           | 42/66            | 212               | 34                | 64                | 23                | 297               |
| 2014-2015       | Fixi PiramisGroup Torino | Serie A2        | 25      | 18      | 566     | 45/132           | 19/81            | 23/35            | 146               | 25                | 38                | 12                | 170               |
| 2015-2016       | Verga Palermo            | Serie A2        | 28      | 27      | 830     | 68/149           | 29/112           | 48/72            | 216               | 37                | 57                | 21                | 271               |
| 2016-2017       | CUS Cagliari             | Serie A2        | 10      | 10      | 374     | 24/68            | 15/40            | 16/24            | 52                | 18                | 22                | 10                | 109               |
| 2017-2018       | Stella Basket            | Serie B         |         |         |         |                  |                  |                  |                   |                   |                   |                   |                   |
| Totale carriera | Totale carriera          | Totale carriera | 307     | 208     | 8.034   | 642/1.581        | 234/827          | 396/584          | 1.839             | 212               | 533               | 136               | 2.380             |

## Palmarès
- Campionato italiano di Serie A2: 2
PB63 Battipaglia: 2013-14
Pallacanestro Torino: 2014-15